# Dave Charlton
Dave Charlton, właśc. David William Charlton (ur. 27 października 1936 w Brotton, Yorkshire, zm. 24 lutego 2013 w Johannesburgu) – południowoafrykański kierowca wyścigowy.

## Wyniki w Formule 1
| Legenda oznaczeń w tabelach wyników Wyświetl szablon na nowej stronie | Legenda oznaczeń w tabelach wyników Wyświetl szablon na nowej stronie                                                                     |
| Oznaczenie                                                            | Wyjaśnienie |
| --------------------------------------------------------------------- | --- |
| Złoty                                                                 | Zwycięzca lub mistrzostwo |
| Srebrny                                                               | 2. miejsce lub wicemistrzostwo |
| Brązowy                                                               | 3. miejsce lub II wicemistrzostwo |
| Zielony                                                               | Ukończył, punktował (w klasyfikacji generalnej, gdy zdobył co najmniej jeden punkt na przestrzeni sezonu, poza trzema powyższymi opcjami) |
| Niebieski                                                             | Ukończył, nie punktował (w klasyfikacji generalnej, gdy nie zdobył co najmniej jednego punktu na przestrzeni sezonu)                      |
| Czerwony                                                              | Nie zakwalifikował się (NZ) |
| Czerwony                                                              | Nie prekwalifikował się (NPK) |
| Różowy                                                                | Nie ukończył (NU) |
| Różowy                                                                | Niesklasyfikowany (NS) (w klasyfikacji generalnej, gdy nie został sklasyfikowany w żadnym wyścigu sezonu)                                 |
| Czarny                                                                | Zdyskwalifikowany (DK) |
| Czarny                                                                | Wykluczony (WYK/EX) |
| Biały                                                                 | Nie wystartował (NW) |
| Biały                                                                 | Kontuzjowany (K/INJ) |
| Biały                                                                 | Wyścig odwołany (OD/C) |
| Bez koloru                                                            | Został wycofany (WYC/WD) |
| Bez koloru                                                            | Nie przybył (NP/DNA) |
| Bez koloru                                                            | Nie brał udziału w treningach (NT/DNP) |
| Bez koloru                                                            | Nie został zgłoszony (–) |
| Pogrubienie                                                           | Start z pole position |
| Kursywa                                                               | Najszybsze okrążenie wyścigu |
| †                                                                     | Nie ukończył, ale jego rezultat został zaliczony ze względu na przejechanie więcej niż 90% dystansu wyścigu.                              |
| *                                                                     | Sezon w trakcie |
| 1/2/3                                                                 | Punktowana pozycja w sprincie kwalifikacyjnym                                                                                             |
| Lista systemów punktacji Formuły 1                                    | |

| Rok  | Zespół                      | Bolid        | Silnik            | 1      | 2      | 3      | 4     | 5     | 6      | 7      | 8      | 9     | 10    | 11    | 12    | 13    | 14    | 15    | Pozycja | Punkty |
| ---- | --------------------------- | ------------ | ----------------- | ------ | ------ | ------ | ----- | ----- | ------ | ------ | ------ | ----- | ----- | ----- | ----- | ----- | ----- | ----- | ------- | ------ |
| 1965 | Ecurie Tomahawk             | Lotus 20     | Ford R4           | RPA NZ | MON -  | BEL -  | FRA - | GBR - | HOL -  | GER -  | ITA -  | USA - | MEX - |       |       |       |       |       | NS      | 0      |
| 1967 | Scuderia Scribante          | Brabham BT11 | Climax            | RPA NS | MON -  | HOL -  | BEL - | FRA - | GBR -  | GER -  | CAN -  | ITA - | USA - | MEX - |       |       |       |       | NS      | 0      |
| 1968 | Scuderia Scribante          | Brabham BT11 | Repco             | RPA NU | ESP -  | MON -  | BEL - | HOL - | FRA -  | GBR -  | GER -  | ITA - | CAN - | USA - | MEX - |       |       |       | NS      | 0      |
| 1970 | Scuderia Scribante          | Lotus 49C    | Ford Cosworth DFV | RPA 12 | ESP -  | MON -  | BEL - | HOL - | FRA -  | GBR -  | GER -  | AUT - | ITA - | CAN - | USA - | MEX - |       |       | 32      | 0      |
| 1971 | Brabham Racing Organisation | Brabham BT33 | Ford Cosworth DFV | RPA NU | ESP -  | MON -  | HOL - | FRA - |        |        |        |       |       |       |       |       |       |       | NS      | 0      |
| 1971 | Team Lotus                  | Lotus 72D    | Ford Cosworth DFV |        |        |        |       |       | GBR NU | GER -  | AUT -  | ITA - | CAN - | USA - |       |       |       |       | NS      | 0      |
| 1972 | Scuderia Scribante          | Lotus 72D    | Ford Cosworth DFV | ARG -  | RPA NU | ESP -  | MON - | BEL - | FRA NZ | GBR NU | GER NU | AUT - | ITA - | CAN - | USA - |       |       |       | NS      | 0      |
| 1973 | Scuderia Scribante          | Lotus 72D    | Ford Cosworth DFV | ARG -  | BRA -  | RPA NU | ESP - | BEL - | MON -  | SWE -  | FRA -  | GBR - | HOL - | GER - | AUT - | ITA - | CAN - | USA - | NS      | 0      |
| 1974 | Scuderia Scribante          | McLaren M23  | Ford Cosworth DFV | ARG -  | BRA -  | RSA 19 | ESP - | BEL - | MON -  | SWE -  | FRA -  | GBR - | HOL - | GER - | AUT - | ITA - | CAN - | USA - | 46      | 0      |
| 1975 | Lucky Strike Racing         | McLaren M23  | Ford Cosworth DFV | ARG -  | BRA -  | RSA 14 | ESP - | MON - | BEL -  | SWE -  | FRA -  | GBR - | HOL - | GER - | AUT - | ITA - | USA - |       | 40      | 0      |